# Wenkbrauwpiercing
Een wenkbrauwpiercing is een verticale oppervlaktepiercing die door de wenkbrauw gaat. Een horizontale wenkbrauwpiercing wordt een anti-wenkbrauwpiercing genoemd. De piercing kwam in zwang rond 1970, tijdens de punk-periode.
Doordat een wenkbrauwpiercing een oppervlaktepiercing is, bestaat de kans dat het lichaam de piercing afstoot, maar bij juiste plaatsing is deze kans relatief klein. Meestal worden ze gezet met een doorsnede van 1,2 mm en hebben balletjes van 4 mm, soms 3 mm.

## Varianten

### Verticaal
De meest gangbare wenkbrauwpiercing is er een die verticaal door de wenkbrauw wordt geplaatst. Voor deze piercing wordt gewoonlijk een gebogen staafje of barbell gebruikt. Een ring wordt in eerste instantie niet geplaatst, omdat dit de genezing niet bevordert.

### Horizontaal
De horizontale wenkbrauwpiercing wordt horizontaal boven de wenkbrauw geplaatst. Deze piercing is zeldzamer en zou een grotere kans hebben op afstoting dan de verticale variant. Er kan gebruikgemaakt worden van dermals, maar ook van een gebogen barbell of een 90 graden surface staafje.

### Anti-wenkbrauw
Een anti-wenkbrauwpiercing wordt onder het oog geplaatst, rond het jukbeen. Deze piercing wordt ook wel vlinderpiercing genoemd en wordt gewoonlijk gedaan met een gebogen barbell.

## Risico's
Een anatomisch correcte en hygiënisch geplaatste wenkbrauwpiercing brengt op zichzelf weinig risico's met zich mee. Het is dan ook belangrijk dat er geen belangrijke zenuwen en bloedvaten worden geraakt. Een slechte ontsmetting van de materialen, gebrekkige hygiëne en onderliggende gezondheidsproblemen vergroten de kans op infectie, welke gecompliceerd kan verlopen.